# Diócesis de Janów
La diócesis de Janów o de Podlaquia (en latín: Dioecesis Podlachiensis seu Ianoviensis, en polaco: Diecezja janowska y en ruso: Епархия Янува-Подляского) fue una circunscripción eclesiástica de la Iglesia católica en Polonia. Se trataba de una diócesis latina, sufragánea de la arquidiócesis de Varsovia. Fue suprimida el 28 de octubre de 1925.

## Territorio y organización
La diócesis extendía su jurisdicción sobre los fieles católicos de rito latino residentes en el antiguo voivodato de Podlaquia (que existió entre 1816 y 1837).
La sede de la diócesis se encontraba en la ciudad de Janów Podlaski, en donde la catedral era la actual colegiata de la Santísima Trinidad, declarada basílica menor el 7 de junio de 2018, y que hoy pertenece a la diócesis de Siedlce.

## Historia
La diócesis de Podlaquia o Janów fue erigida el 30 de junio de 1818 por el papa Pío VII mediante la bula Ex imposita nobis tomando su territorio de la diócesis de Lublin (hoy arquidiócesis de Lublin), que había sido erigida en 1805. La nueva diócesis comprendía el territorio del voivodato de Podlaquia, uno de los ocho voivodatos en los que se dividió el Zarato de Polonia. Se eligió la ciudad de Janów Podlaski como sede de la diócesis, y no Siedlce, la capital del voivodato, porque Janów Podlaski había sido la sede de los obispos de Lutsk en el siglo XVIII y ya existía un seminario en la ciudad.
La diócesis comprendía 117 parroquias, que hasta 1805 habían pertenecido a las diócesis de: Lutsk (53 parroquias), Poznan (22 parroquias), Cracovia (37 parroquias), Płock (3 parroquias) y Chełm (4 parroquias).
En 1819 el primer obispo de la diócesis fue Feliks Łukasz Lewiński, quien en 1821 se instaló en la finca comprada en Zakrze, cerca de Łosice. Dividió la diócesis en 11 decanatos: Biała Podlaska, Garwolin, Janów, Łaskarzewski, Łuków, Międzyrzecz, Parczew, Siedlce, Stężyca y Węgrów. Estableció oficinas en Międzyrzecz y Węgrów. En aquella época había dos seminarios teológicos: en Janów y en Węgrów.
En 1826 Jan Marceli Gutkowski se convirtió en obispo de Janów, quien lideró la lucha contra el gobierno ruso en defensa de la fe y los derechos de la Iglesia católica. Por esta razón, las autoridades del Imperio ruso lo consideraban un enemigo de los zares. Se pidió a la Santa Sede que sacara al obispo de su diócesis, pero la Santa Sede se negó a acceder a la petición del gobierno ruso y se limitó a aconsejar al obispo sobre la prudencia en la correspondencia. Entonces Nicolás I de Rusia ordenó el arresto del obispo, que tuvo lugar la noche del 28 al 29 de abril de 1840 y fue deportado a la gobernación de Maguilov. Se informó a la Santa Sede, que protestó dos veces. Siguieron largas negociaciones entre la curia romana y el gobierno ruso, al final de las cuales el papa Gregorio XVI envió al obispo un breve en el que le aconsejaba que renunciara por el bien de la diócesis, que ya no podía gobernar. El obispo quiso aceptar el consejo del papa y el 19 de noviembre de 1842 renunció a la diócesis. Fue puesto en libertad y desde 1843 vivió exiliado en Leópolis, mientras que la sede de Janów permaneció vacante hasta 1856.
En 1856 el padre Piotr Paweł Szymański se convirtió en obispo de Janów. Luego del Levantamiento de Enero, en 1864 el gobierno zarista suprimió 16 monasterios masculinos y 6 casas de las Hermanas Felicianas. El obispo fue sometido a represión política y el 22 de mayo de 1867, por decreto del zar Alejandro II, la diócesis de Podlaquia fue abolida y su territorio fue incorporado a la diócesis de Lublin. La supresión nunca fue reconocida por la Santa Sede: los acuerdos del 24 de diciembre de 1882 establecieron que la diócesis de Podlaquia o Janów debía ser entregada en administración a los obispos de Lublin.
El 30 de diciembre de 1889 el papa León XIII unió canónicamente el territorio de la diócesis de Janów con la diócesis de Lublin.
Tan pronto como terminó la Primera Guerra Mundial y después de que Polonia recuperara su independencia, el papa Benedicto XV se apresuró a nombrar un nuevo obispo para la sede de Janów o Podlaquia el 24 de septiembre de 1918. A petición del obispo la sede fue trasladada de Janów a Siedlce por el papa Pío XI mediante el breve Pro recto et útil del 25 de enero de 1924.
El 28 de octubre de 1925 asumió el nombre de diócesis de Siedlce mediante la bula Vixdum Poloniae unitas del mismo papa, cediendo 4 parroquias a la diócesis de Lublin y adquiriendo 6 parroquias: 1 de la propia Lublin y 5 de la arquidiócesis de Varsovia.

## Episcopologio

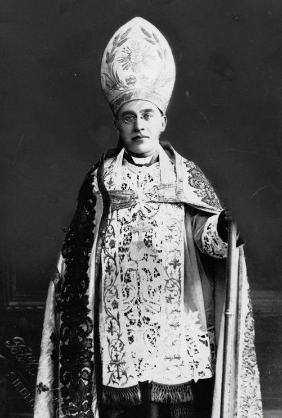
Henryk Ignacy Przeździecki, último obispo de Janów

- Feliks Łukasz Lewiński † (29 de marzo de 1819-5 de abril de 1825 falleció)
- Jan Marceli Gutkowski † (3 de julio de 1826-19 de mayo de 1842 renunció[nota 1])
  - Sede vacante (1842-1856)
- Piotr Paweł Beniamin Szymański † (18 de septiembre de 1856-15 de enero de 1868 falleció)
  - Sede vacante (1868-1918)
- Henryk Ignacy Przeździecki † (24 de septiembre de 1918-28 de octubre de 1925 sede renombrada diócesis de Siedlce)